# Grupo Operário do Partido Comunista Russo

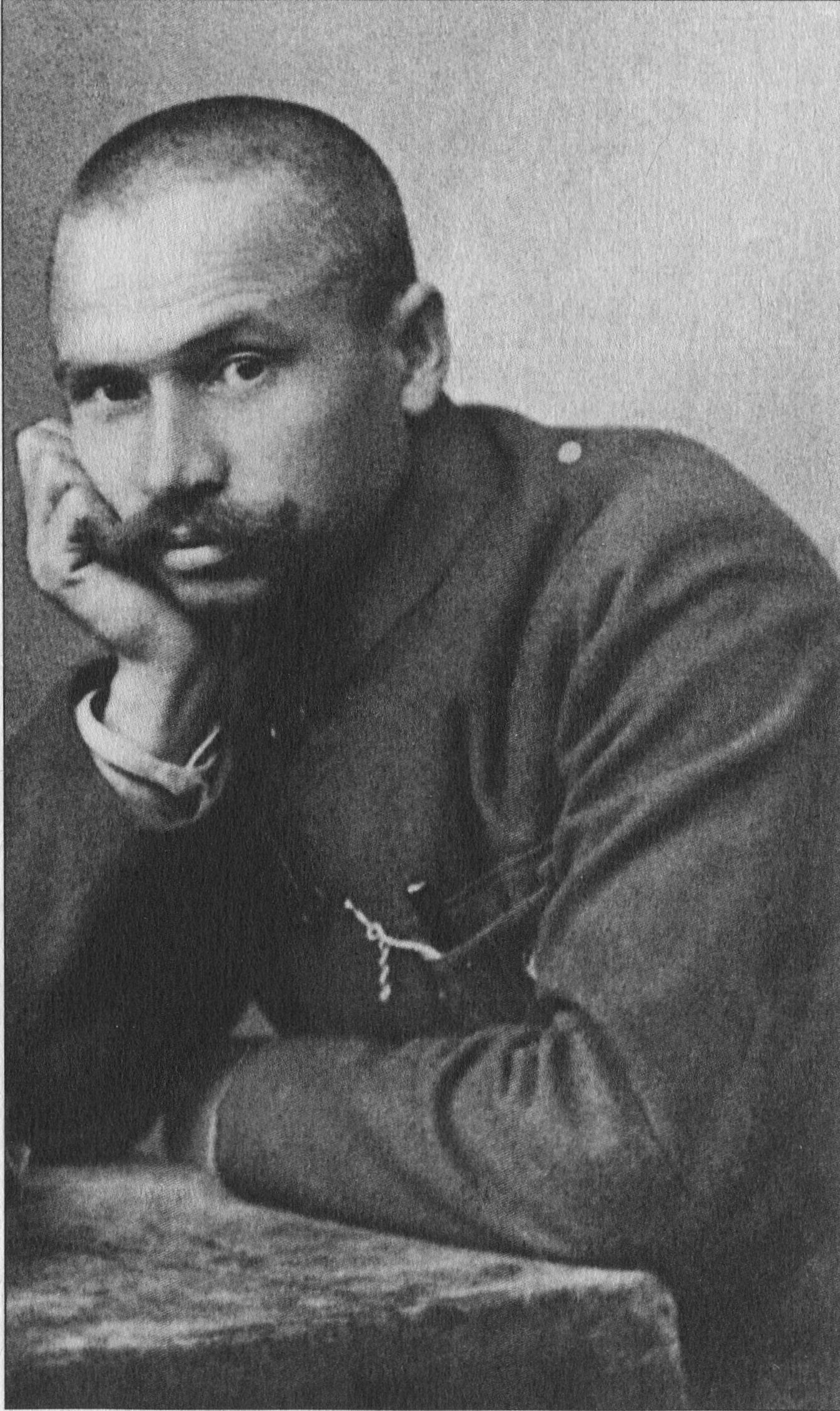
Gavril Miasnikov, o principal dirigente do Grupo Operário

O Grupo Operário do Partido Comunista Russo foi uma facção oposicionista do Partido Comunista Russo formada em 1923 em oposição ao que consideravam o excessivo poder dos burocratas e gestores na nova sociedade soviética e no partido. O seu membro mais destacado era Gavril Miasnikov.
O Grupo Operário defendia que o Estado soviético e as empresas públicas fossem dirigidos por sovietes eleitos a partir dos locais de trabalho e que a NEP (Nova Política Económica) corria o risco de se transformar em "Nova Exploração do Proletariado" se não fosse controlada pela democracia operária.
Os seus principais ativistas foram presos em setembro de 1923, sendo a atividade do grupo largamente suprimida a partir daí, embora tenha continuado a existir até a década de 1930, dentro das prisões e possivelmente também na clandestinidade.

## História

### Antecedentes
Em 1920, Gavril Miasnikov, então dirigente do Partido Comunista em Perm, nos Urais, começou a manifestar descontentamento face a aspetos da evolução do estado soviético, como o progressivo afastamento da direção do partido em relação aos militantes de base, o número crescente de não operários no partido e em cargos dirigentes e a substituição do controle operário pela "gestão de um só homem" nas indústrias nacionalizadas. Após o 9º Congresso do partido, Miasnikov começou a divulgar abertamente as suas críticas, defendendo o regresso ao programa apresentado por Lenine em "O Estado e a Revolução", de um estado radicalmente democrático e sem uma burocracia centralizada.
No Outono de 1920, Miasnikov foi transferido para Petrogrado, mas em breve entrou em conflito com Grigori Zinoviev, sendo novamente enviado aos Urais. Em 1921, publica um manifesto crítico da linha do partido, defendendo o fim da pena de morte, a gestão da indústria por sovietes de produtores e a liberdade de imprensa irrestrita ("dos monárquicos aos anarquistas"); o comité provincial do partido proíbe-o de defender as suas ideias em reuniões públicas, mas Miasnikov desobedece, e após uma troca de correspondência com Lenine é expulso do partido em 1922.

### O Grupo Operário
Em 1923, Miasnikov (após ver rejeitado o seu pedido de readmissão ao partido) organizou o Grupo Operário, junto com  N. V. Kuznetsov (também expulso em 1922) e P. B. Moiseev. Em fevereiro, o Grupo divulgou o seu "manifesto", pretendendo influenciar o 11º Congresso do partido comunista, que iria ser realizado em abril. O texto começou a ser divulgado clandestinamente na União Soviética, e no Verão o Grupo já tinha centenas de aderentes (cerca de 300 em Moscovo), maioritariamente operários, e muitos oriundos da Oposição Operária.
Antes do 12º Congresso, circulou um documento anónimo (muito provavelmente da autoria de Miasnikov) apelando para que o partido adotasse as ideias do manifesto do Grupo Operário, e que Zinoviev, Kamenev e Estaline fossem excluidos do Comité Central; no entanto, no congresso as ideias do Grupo foram violentamente atacadas pelas principais figuras bolcheviques, como Trotsky, Radek e Zinoviev (nessa altura, Lenine já estava incapacitado por razões de saúde), sendo Miasnikov preso pouco depois e, na prática, exilado para a Alemanha, onde entra em contacto com Partido Comunista Operário da Alemanha (KAPD), que o ajuda a divulgar o manifesto do Grupo Operário.
Entretanto, na União Soviética, o Grupo foi-se organizando, sob a liderança de Moiseev (a partir de certa altura substituído por I. Makh) e Kuznetsov, tendo a 5 de junho de 1923 organizado uma conferência em Moscovo e eleito um Bureau. O Grupo Operário seguia uma linha de ação dupla, já que por um lado os seus principais dirigentes tinham sido expulsos do Partido Comunista e o grupo começava a funcionar como um partido alternativo clandestino, mas por outro continuava a considerar-se como uma facção do Partido Comunista, tentando agir o mais possível dentro dele. Os militantes do Grupo Operário podiam ser: a) militantes do Partido Comunista; b) ex-militantes expulsos do Partido Comunista por motivos políticos; c) no caso de não serem filiados em nenhum partido, era aconselhado que aderissem ao Partido Comunista.
Em agosto e setembro houve uma vaga grevista em Moscovo e outras cidades, aparentemente espontânea e sem ligações com os grupos oposicionistas; o Grupo Operário planeou aproveitar a ocasião e convocar uma greve geral e uma manifestação de trabalhadores (que seria encabeçada por um retrato de Lenine), mas em setembro foi alvo de uma repressão generalizada pela direção do partido e pela polícia política (GPU), tendo os seus líderes sido presos, a sua literatura confiscada e os seus locais de trabalho fechados.

### Repressão e desaparecimento
Após as prisões, doze membros do Grupo Operário foram expulsos do Partido Comunista e vários outros sofreram repreensões. Miasnikov regressou à União Soviética no final de 1923 (tendo-lhe sido prometido que seria deixado em liberdade) e foi imediatamente preso, sendo em 1927 exilado internamente para Erevan, na Arménia (viria a fugir do país em 1928, mas regressou em 1944, voltando a ser preso em janeiro de 1945, e executado em novembro do mesmo ano).
Segundo o historiador Paul Avrich, em 1924 o Grupo Operário tinha sido efetivamente desmembrado; no entanto, segundo Ian Hebbes o grupo teria continuado a produzir clandestinamente manifestos e panfletos até 1929, e continuado a existir até inícios da década de 1930 - entre as fontes de Hebbes está a publicação francesa L'Ouvrier communiste, que em 1930 afirmava (de acordo com informações de Miasnikov, então na Turquia) que em 1929, na URSS, ativistas acusados de ligação ao Grupo Operário (nomeadamente de distribuírem o seu jornal, Rabotchij put' k vlasti - A Via Operária para o Poder) continuavam a ser presos e expulsos de Partido Comunista. Também de acordo com o interrogatório a Miasnikov feito pela polícia soviética em 1945, o Grupo Operário ainda funcionava em 1928, e Miasnikov teria frequentes reuniões em Eravan com enviados do Bureau Central do grupo (teria até sido o Bureau a decidir a fuga de Miasnikov da URSS, na sequência da publicação ilegal do seu panfleto "O que é o Estado Operário").

## Programa
O Grupo Operário considerava que se estava a formar uma nova oligarquia, compostas pelos altos dirigentes do Partido, diretores de empresas, etc. e defendia:
- a eleição de conselhos operários em todas as fábricas nacionalizadas e a sua participação na gestão;
- a eleição dos diretores de empresas, dirigentes sindicais e autoridades centrais pelos congressos de conselhos operários;
- a liberdade de expressão para todos os trabalhadores manuais;
- o papel dos sindicatos nas empresas privadas na sua função de controlar os seus gestores, nomeadamente zelando pelo cumprimento das leis laborais e pelo pagamento dos impostos;
- a autonomia e a democracia interna nos partidos comunistas das várias nacionalidades da União Soviética;
- a abolição do Conselho dos Comissários do Povo e a atribuição das suas funções ao Comité Executivo Central de Todas as Rússias;
- a nível internacional, recusa da estratégia da Internacional Comunista de alianças com os partidos da II Internacional e da "Internacional 2 e 1/2".

### Atitude face à NEP
Embora autores como Paul Avrich ou John Marot afirmem que o Grupo Operário consideraria a NEP ("Nova Política Económica") como a "Nova Exploração do Proletariado", este, em seu manifesto, defendia que a NEP era inevitável face ao atraso económico da Rússia, que, nomeadamente na agricultura, estaria muito dependente dos pequenos produtores. A expressão "Nova Exploração do Proletariado" é referida como sendo algo em que a NEP corria o risco de se tornar caso não fosse controlada pela "democracia proletária", já que favorecia o surgimento de um grupo privilegiado. As referências de que o grupo apresentaria a NEP como sendo uma "nova exploração" parecem ter tido a sua origem no livro Rabochaia gruppa ("Miasnikovshchina"), de Vladimir Gordeevich Sorin, publicado em 1924 e representando a posição oficial do Partido Comunista sobre a facção.

## Relação com outras facções oposicionistas
Miasnikov foi um "comunista de esquerda", em 1918; mais tarde teve contactos com a Oposição Operária, mas sem a ter integrado formalmente, e foi um dos subscritores (junto com antigos membros da Oposição Operária, como Alexander Shliapnikov e Alexandra Kollontai) da "Carta dos 22", elaborada em 1922 defendendo mais democracia interna e liberdade de opinião dentro do partido. Além disso, grande parte da militância do Grupo Operário provinha da Oposição Operária, e Kollontai chegou a ser convidada para participar de uma manifestação organizada pelo grupo.
O manifesto do Grupo Operário tem uma atitude crítica face a dois outros grupos oposicionistas da mesma altura: o Centralismo Democrático e a Verdade Operária, acusando os primeiros de só se preocuparem com a democracia dentro do partido e não para o proletariado, e os segundos de na prática aceitarem e promoveram a restauração do capitalismo.
Posteriormente, o Grupo Operário aproximou-se de algumas das outras facções: em agosto de 1928, o Grupo Operário terá realizado uma conferência em Moscovo onde terá aprovado um apelo ao "Grupo dos 15" (uma facção derivada do Grupo do Centralismo Democrático) e aos resquícios da Oposição Operária para adotarem um programa comum, e onde foi discutida uma proposta de estatutos para um "Partido Comunista Operário" reunindo o Grupo Operário e o Grupo dos 15. Na década de 1930, na prisão de Vorkuta, foi constituída uma "Federação de Comunistas de Esquerda" reunindo os prisioneiros oriundos do Grupo Operário, do Centralismo Democrático e alguns trotskistas.
Já no exílio, Miasnikov viria a estabelecer ligações com Trotsky (que o tinha atacado no princípio da década de 1920, mas que entretanto veio a defender posições muito semelhantes no tocante à democracia interna no partido e à estratégia da Internacional Comunista, ainda que discordantes face à natureza da União Soviética, que para Trotsky continuava a ser um "estado operário", enquanto Miasnikov considerava que era "capitalista de estado").

## Alinhamento internacional
O Grupo Operário estava ligado ao Partido Comunista Operário da Alemanha (KAPD) e à Internacional Comunista Operária (KAI); mais tarde romperia com a KAI por esta recusar qualquer frente unida com os partidos da III Internacional, em contraponto à linha do Grupo Operário de continuar a trabalhar dentro do Partido Comunista soviético.
Por volta de 1930, Miasnikov, no exílio, e o Grupo Operário (na medida em que este ainda existisse como organização) estiveram associados aos "Grupos Operários Comunistas" em França, e ao seu jornal L'Ouvrier Communiste, um grupo dissidente do bordiguismo entretanto ideologicamente alinhado com a tradição alemã e holandesa da esquerda comunista.